# Russell Baze
Russell Avery Baze, född 7 augusti 1958, är en kanadensisk före detta jockey. Han har rekordet för flest löpsegrar i nordamerikansk hästkapplöpningshistoria, och är invald i United States Racing Hall of Fame och State of Washington Sports Hall of Fame.

## Karriär
Baze började sin racingkarriär i Walla Walla, Washington, 1974 och vann sitt första löp den hösten på galoppbanan i Yakima. I början av 1980-talet vann han jockeytitlar på galoppbanor i norra Kalifornien, inklusive en seger i 1981 års California Derby. Efter att ha vunnit minst 400 löp varje år under fyra år i rad, fick Baze sitt stora genombrott genom att hedras med en speciell Eclipse Award 1995. Sedan dess har han vunnit 400 eller fler löp under ett år ytterligare sju gånger; ingen annan jockey har åstadkommit den bedriften mer än tre gånger.
1999 valdes Baze in i National Museum of Racing and Hall of Fame och 2002 röstades han fram som mottagare av det prestigefyllda George Woolf Memorial Jockey Award. Sedan införandet av Isaac Murphy Award 1995, som årligen delas ut av National Turf Writers Association till jockeyn med den högsta vinstprocenten i Nordamerika, har Baze vunnit det 13 av 14 år, och kom på andra plats 2004.
Blaze segrade med "Handful of Pearls" den 7 juli 2013 i Pleasanton i Kalifornien, vilket innebar hans 12 000:e seger och hans fjärde seger den dagen.